# Хабаров, Макар Андреевич
Макар Андреевич Хабаров (род. 10 декабря 1999, Череповец, Вологодская область) — российский хоккеист, защитник. Мастер спорта России (2025).

## Биография
Воспитанник череповецкого хоккея. В сезоне 2016/17 сыграл за «Алмаз» 48 матчей в регулярном чемпионате МХЛ, забил 2 гола и сделал 8 передач. В плей-офф сыграл 12 матчей. В сезоне 2017/18 сыграл за «Алмаз» 27 матчей в регулярном чемпионате МХЛ, забил 6 голов и сделал 12 передач. В плей-офф сыграл 1 матч. В сезоне 2017/18 сыграл за «Северсталь» 11 матчей в регулярном чемпионате КХЛ, забил 6 голов и сделал 12 передач. В плей-офф сыграл 1 матч. В сезоне 2018/19 сыграл за «Алмаз» 13 матчей в регулярном чемпионате МХЛ, забил 1 гол и сделал 5 передач. В плей-офф сыграл 8 матчей, забил 1 гол. В сезоне 2018/19 сыграл за «Северсталь» 22 матча в регулярном чемпионате КХЛ, сделал 1 передачу. В ноябре 2018 года был отправлен в «Ижсталь». Сыграл за клуб 4 матча в регулярном чемпионате ВХЛ и вернулся в череповецкий клуб.
23 мая 2023 года перешёл в «Металлург» Магнитогорск, в апреле 2024 года стал обладателем Кубка Гагарина.

## Достижения
- Обладатель Кубка Гагарина (2024)[5]

## Статистика выступлений

### Клубная карьера
По состоянию на 13 августа 2019 года
| 2016/17     | Алмаз       | МХЛ         | 48 | 2 | 8  | 10 | 24 | 12 | 0 | 0 | 0 | 10 |
| 2017/18     | Северсталь  | КХЛ         | 11 | 0 | 0  | 0  | 2  | 1  | 0 | 0 | 0 | 0  |
| 2017/18     | Алмаз       | МХЛ         | 27 | 6 | 12 | 18 | 57 | 1  | 0 | 0 | 0 | 0  |
| 2018/19     | Северсталь  | КХЛ         | 22 | 0 | 1  | 1  | 14 | -  | - | - | - | -  |
| 2018/19     | Алмаз       | МХЛ         | 13 | 1 | 5  | 6  | 8  | 8  | 1 | 0 | 1 | 12 |
| 2018/19     | Ижсталь     | ВХЛ         | 4  | 0 | 0  | 0  | 6  | -  | - | - | - | -  |
| Всего в КХЛ | Всего в КХЛ | Всего в КХЛ | 33 | 0 | 1  | 1  | 16 | 1  | 0 | 0 | 0 | 0  |
| Всего в МХЛ | Всего в МХЛ | Всего в МХЛ | 88 | 9 | 25 | 34 | 89 | 21 | 1 | 0 | 1 | 22 |
| Всего в ВХЛ | Всего в ВХЛ | Всего в ВХЛ | 4  | 0 | 0  | 0  | 6  | -  | - | - | - | -  |